# Distribuzione IOE

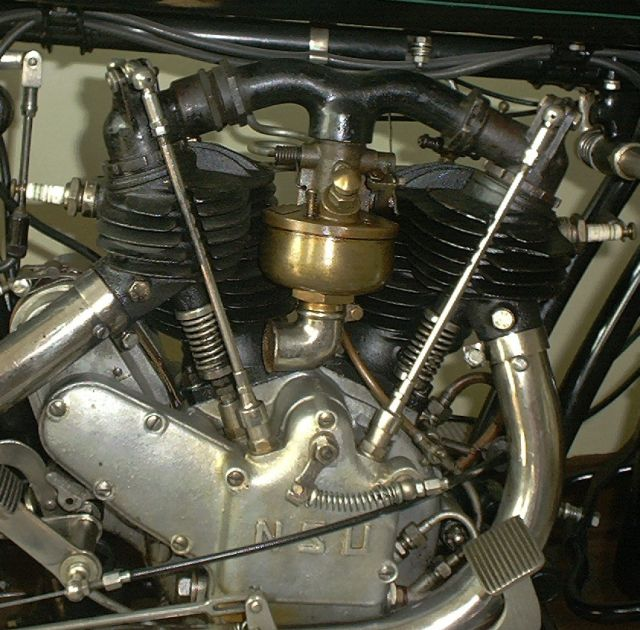
Motore IOE

La distribuzione IOE, sigla dell'inglese Intake Over Exhaust, è la distribuzione nei motori 4 tempi con una o più valvole (a doppia funzione) al lato del motore.

## Tecnica dei motori IOE

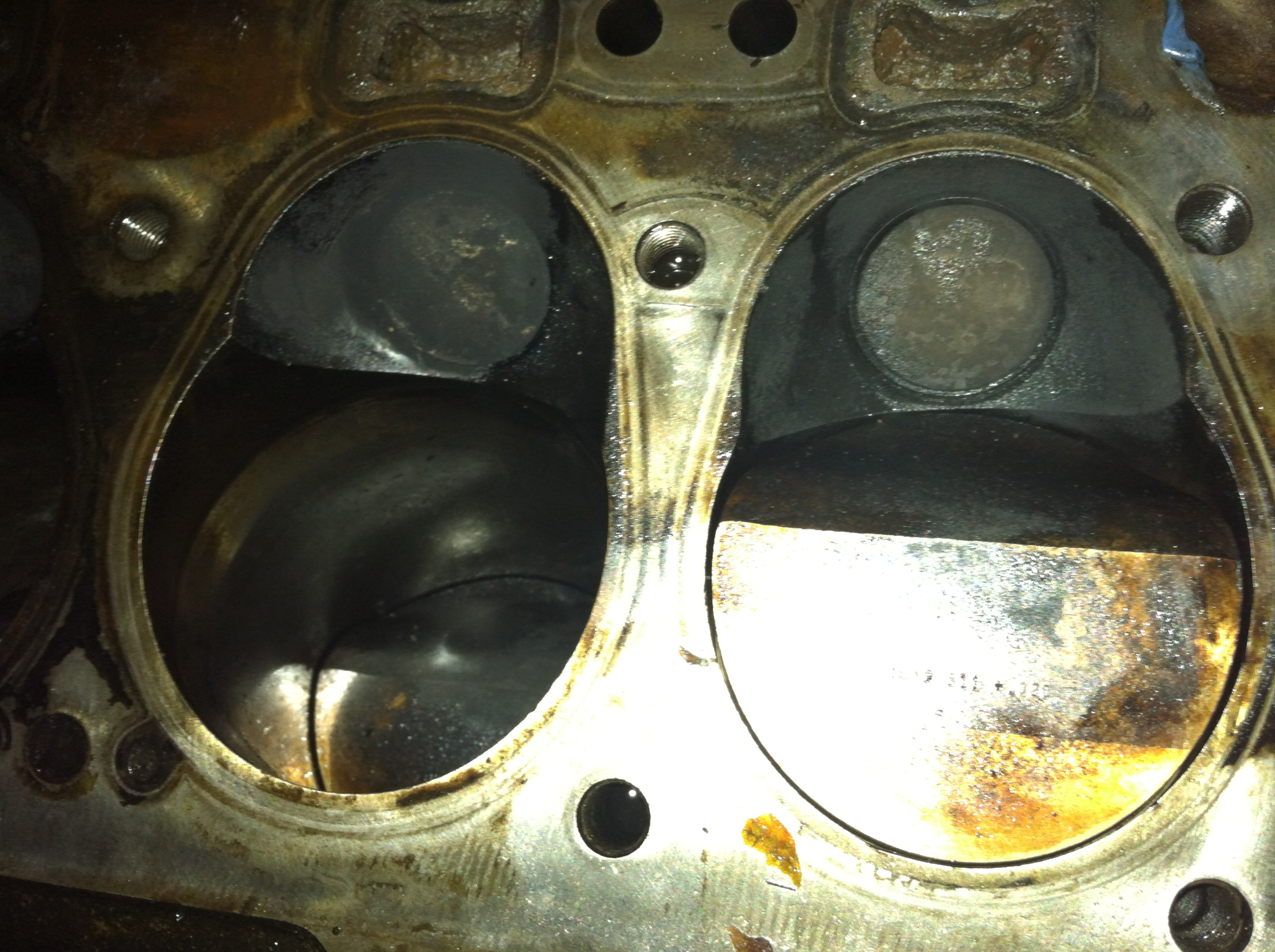
Motore IOE automobilistico, privo della testata, è possibile vedere parte della camera di combustione e delle valvole

Questo tipo di distribuzione è un'evoluzione della distribuzione SV, la quale sfrutta un sistema a doppia valvola, costituito da 2 valvole a fungo, dove la valvola d'aspirazione è posizionata lateralmente al cilindro, mentre la valvola di scarico è generalmente posizionata centralmente sulla testata; si può avere anche un'aspirazione e scarico invertiti di posizione, come nel motore in foto. Questa disposizione permette d'avere da un numero minimo di 2, fino a un numero massimo di 5 valvole per cilindro, ma venne utilizzata quasi esclusivamente in configurazione a due valvole.
La distribuzione IOE può avvenire con 1 o 2 alberi a camme posizionati lateralmente all'albero motore, comandati dallo stesso tramite un ingranaggio, oppure avere le camme posizionate direttamente sull'albero motore (esattamente come nel sistema OHV o SV); da qui all'apertura della valvola ci sono due tipi di comandi differenti, a seconda della valvola da comandare.
Nel caso si debba comandare la valvola in basso, con movimento d'apertura dal PMI al PMS, le camme dell'albero di distribuzione vanno o a governare direttamente la valvola a fungo (esattamente come nella distribuzione SV).
Nel caso si debba comandare la valvola in alto, con movimento d'apertura dal PMS al PMI, le camme dell'albero di distribuzione vanno a governare la valvola a fungo tramite un'asta e un bilanciere (esattamente come nella distribuzione OHV).
Tramite le molle che permettono la chiusura delle valvole, in alcuni motori è possibile regolare il precarico delle valvole stesse, andando a stringere o allentare degli appositi dadi; le molle delle valvole inferiori potevano essere a vista, mentre le molle delle valvole superiori erano coperte dal condotto d'aspirazione.

## Vantaggi
- Maggiore libertà della dimensione delle valvole
- Permette d'avere fino a 8 valvole per cilindro
- Presenta meno componenti
- Più semplice da fabbricare
- Nessun rischio di collisione tra il pistone e le valvole durante il funzionamento
- Peso contenuto
- Ingombro contenuto

## Svantaggi
- Flusso dei gas di qualità minore
- Minore rapporto di compressione
- Fronte di fiamma (combustione) non ottimale
- Piano di giunzione cilindro e testata facilmente deformabile (scarsa stabilità termica)

## Utilizzo
Questo sistema è stato utilizzato tra il 1900 ed il 1960 circa, sia su moto che su auto; generalmente sulle moto si aveva parte del sistema a vista, come le molle delle valvole inferiori, l'asta e il bilanciere, sulle auto era coperto.